# Solipsism
Solipsism (av latinets solus ipse, "ensamt själv") är en filosofisk term. I ontologisk mening betecknar den att det enda som existerar är den egna upplevelsen som sådan (traditionellt kallat självet, jaget eller medvetandet med dess innehåll) utan några bakomliggande orsaker. I kunskapsteoretisk mening betecknar den ståndpunkten att man bara kan vara säker på att ens egna upplevelser existerar. Alla andra varelser samt all materia i världen (inklusive den egna ”fysiska” kroppen och hjärnan) skulle enligt den kunna vara enbart en del av den egna livsupplevelsen. 
Viktigt är att begreppet "jag" inte kan denotera samma fenomen (om solipsismen är sann) som det fenomen "jag" denoterar i realismen (icke-solipsismen). Ett vanligt misstag är att man gör så och därmed blandar ihop solipsism med egoism. Man bör också vara medveten om att solipsismen mycket väl "kan" vara sann även om man inte märker det, det vill säga själv försanthåller eller är övertygad om att realismen (icke-solipsismen) är sann. Det går inte att logiskt motbevisa solipisismen, däremot kan man argumentera för att den tar för stark ställning i en filosofisk fråga som vi faktiskt inte har något svar på.
En så kallad metodologisk solipsism finns också, formulerad av Rudolf Carnap. Denna typ av solipsism hävdar att den logiska konstruktionen av min värld måste bygga på mina egna sinnesintryck. Carnap menar dock inte att den egna världen är den enda som existerar, utan gör med sin solipsism anspråk på metafysisk neutralitet.